# Refugio de Linza
El Refugio de Linza es un refugio que se encuentra en el Valle de Ansó dentro del parque natural de los Valles Occidentales. 
Administrativamente está situado dentro del término municipal de Ansó, en la comarca de la Jacetania, en la provincia de Huesca en la Comunidad Autónoma de Aragón.
Está abierto todo el año y el acceso al mismo se realiza por una carretera asfaltada desde la localidad de Ansó.
Tiene 6 habitaciones con una capacidad total para 77 personas.
Dispone de bar y restaurante.